# الأم (فلم 2023)
الأم (بالإنجليزية: The Mother) هو فيلم أكشن أمريكي قادم من إخراج نيكي كارو وبطولة جينيفر لوبيز، جوزيف فاينس، أوماري هاردويك وغايل غارسيا برنال. من المقرر عرض الفيلم على منصة نتفليكس في مايو 2023.

## وصلات خارجية
- الأم على موقع IMDb (الإنجليزية)
- الأم على موقع روتن توميتوز (الإنجليزية)
- الأم على موقع نتفليكس (الإنجليزية)
- الأم على موقع ألو سيني (الفرنسية)
- الأم على موقع فيلمافينيتي (الإسبانية)
- الأم على موقع قاعدة بيانات الفيلم (الإنجليزية)
- الأم على موقع ليتربوكسد (الإنجليزية)
- الأم على موقع كينوبويسك (الروسية)